# Chao Ťien-siou
Chao Ťien-siou (čínsky pchin-jinem Hǎo Jiànxiù, znaky 郝建秀; * listopad 1935) je bývalá čínská komunistická politička, původně iniciativní dělnice a zlepšovatelka v textilní továrně se vypracovala na její ředitelku. Během kulturní revoluce vstoupila do politiky na regionální úrovni, od konce 70. let působila v centrálních orgánech v Pekingu jako členka ústředního výboru KS Číny (1977–2002), náměstkyně ministra (1978–1981) a ministryně (1981–1987) textilního průmyslu, kandidátka a členka sekretariátu ústředního výboru KS Číny (1982–1987), místopředsedkyně Státní plánovací komise/Státní rozvojové plánovací komise (1987–2001) a místopředsedkyně celostátního výboru Čínského lidového politického poradního shromáždění (2003–2008).

## Život
Chao Ťien-siou se narodila v listopadu 1935 ve městě Čching-tao v provincii Šan-tung v dělnické rodině. Po jednom roce školní docházky se v devíti letech začala ucházet o práci v místních textilkách a ve třinácti letech byla přijata do státní továrny na bavlnu č. 6. Byla výjimečně pracovitá a svou energii zaměřila na zvyšování produktivity a snižování plýtvání. Pozorovala a analyzovala pohyby nejproduktivnějších dělníků a propagovala jejich techniky mezi ostatními. Studovala také problém přetrhaných přízí a zjistila, že míru přetrhání lze podstatně snížit, pokud se místnost vyčistí.
Její úsilí přitáhlo pozornost Čchen Šao-min, předsedkyně Všečínského odborového svazu textilních dělníků, a Čang Čchin-čchioua, náměstka ministra textilního průmyslu. Její inovace byla oficiálně nazvána „pracovní metoda Chao Ťien-siou“ a byla zavedena v textilkách po celé zemi. V roce 1951, ve svých 16 letech, byla vyznamenána jako národní vzorová pracovnice. V roce 1954 vstoupila do Komunistické strany Číny, byla zvolena poslankyní Všečínského shromáždění lidových zástupců (parlamentu, znovuzvolena 1959 a 1964) a získala stipendium na Intenzivní střední škole pro dělníky a rolníky Čínské lidové univerzity v Pekingu, kterou dokončila v roce 1958. Poté nastoupila na Východočínský institut textilního inženýrství (nyní univerzita Tung-chua) v Šanghaji, kde pokračovala ve studiu. Po ukončení studia v roce 1962 se vrátila do továrny na bavlnu č. 6 v Čching-tao.
V roce 1964 byla zvolena do ústředního výboru Komunistického svazu mládeže Číny. O rok později se stala zástupkyní vedoucího továrny na bavlnu č. 8 v Čching-tao a pokračovala v inovacích. V lepidle používaném k upevnění bavlněných vláken nahradila škrob řasami, čímž ušetřila velké množství obilí. Vylepšila také ventilační systém, aby snížila teplotu na pracovištích, čímž zlepšila pracovní prostředí pro dělníky i stroje.
Když v roce 1966 začala kulturní revoluce, stala se předsedkyní revolučního výboru továrny na bavlnu č. 8 a fakticky stála v čele továrny. Poté vstoupila do politiky a rychle stoupala v žebříčku. V roce 1967 se stala členkou a roku 1971 místopředsedkyní revolučního výboru města Čching-tao. V roce 1972 byla zvolena předsedkyní odborů v Čching-tau a o rok později místopředsedkyní odborů provincie Šan-tung. V roce 1975 byla také zvolena do čela šantungské provinční federace žen. Byla příkladem kádrů, kterým kulturní revoluce umožnila politický vzestup, když během revoluce byla snaha získat do politiky ženy a mladé lidi, původem dělníky a rolníky.
Na rozdíl od mnoha jiných, kteří během kulturní revoluce vystoupali vzhůru, její kariéru konec kulturní revoluce negativně neovlivnil a postupovala i v následující reformní éře. Na XI. sjezdu KS Číny v srpnu 1977 byla zvolena členkou ústředního výboru KS Číny (znovuzvolena na následujících sjezdech roku 1982, 1987, 1992 a 1997, do 2002). V roce 1978 byla jmenována náměstkyní ministra textilního průmyslu a místopředsedkyní Všečínské federace žen (do 1983) a v roce 1981 povýšila na ministryni textilního průmyslu (do 1987). Na XII. sjezdu KS Číny v září 1982 byla zvolena kandidátkou sekretariátu ústředního výboru, v září 1985 se stala členkou sekretariátu (do XIII. sjezdu v listopadu 1987).
V roce 1987 se stala místopředsedkyní Státní plánovací komise, resp. Státní rozvojové plánovací komise. V této funkci působila až do roku 2001, kdy se stala členkou stálého výboru celostátního výboru Čínského lidového politického poradního shromáždění. V letech 2003–2008 byla místopředsedkyní celostátního výboru Čínského lidového politického poradního shromáždění.